# Yvan Goll

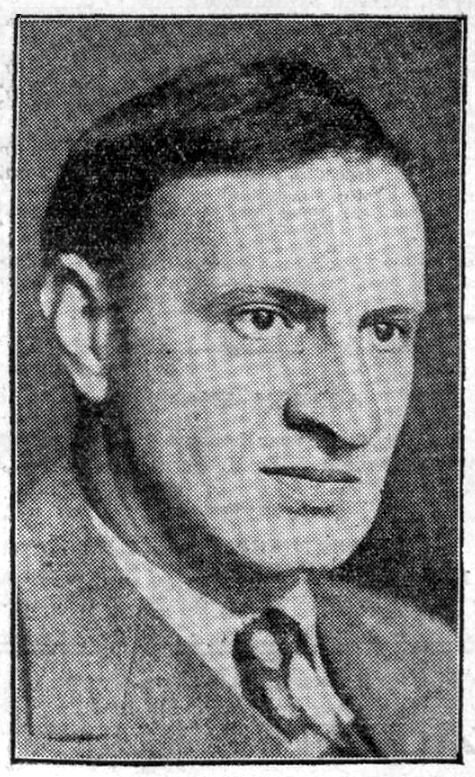
Ivan Goll, 1932

Yvan Goll (auch Iwan oder Ivan Goll, eigentlich Isaac Lang; * 29. März 1891 in Saint-Dié, Frankreich; † 27. Februar 1950 bei Paris) war ein deutsch-französischer Dichter. Er war der Ehemann der deutsch-französischen Schriftstellerin und Journalistin Claire Goll. Einige seiner Werke veröffentlichte der Schriftsteller unter dem Pseudonym Iwan Lassang.

## Leben
Isaac Lang kam 1891 in Saint-Dié-des-Vosges in den Vogesen des nach 1871 französisch gebliebenen Teils von Lothringen zur Welt. Sein Vater war ein Tuchhändler aus einer jüdischen Familie aus Rappoltsweiler im Elsass. Nach dem Tode des Vaters, als er sechs Jahre alt war, übersiedelte die Mutter im Hinblick auf seine Schulbildung mit ihm nach Metz, dem Hauptort des 1871 zum Deutschen Reich geschlagenen Nordostens von Lothringen (nach 1918 als Département Moselle wieder zu Frankreich gekommen). In diesem überwiegend lothringisch-/französischsprachigen, westlichen Teil des Reichslandes Elsaß-Lothringen war wahlweise eine Grundschulbildung auf Französisch möglich, während die höhere Schule zwangsläufig in deutscher Sprache stattfand. 

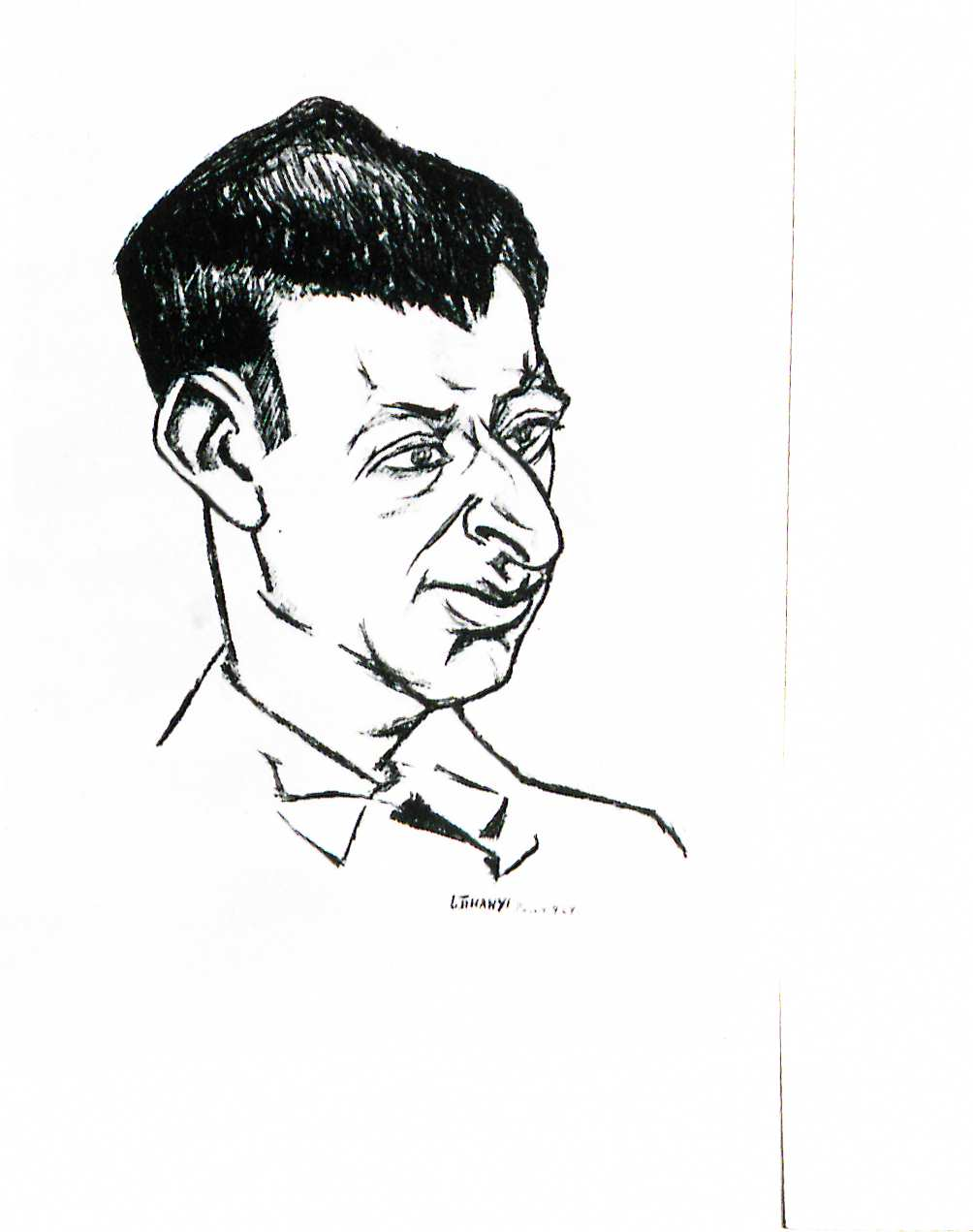
Lajos Tihanyi: Yvan Goll (1927)

Später ging er nach Straßburg und studierte an der dortigen Universität sowie in Freiburg und München zunächst Rechtswissenschaften und promovierte 1912 zum Doktor der Philosophie.
Als Pazifist vor dem Wehrdienst fliehend, emigrierte er zu Beginn des Ersten Weltkriegs 1914 in die Schweiz, wo er in Zürich, Lausanne und Ascona lebte. Dort setzte er sich auch in Schriften im Rahmen einer Gruppe um Romain Rolland und Henri Guilbeaux in pazifistischem Sinne ein. Er lernte die deutsche Journalistin Clara Aischmann, geschiedene Studer kennen. In Zürich pflegte er den Kontakt mit (dem Straßburger) (Jean-)Hans Arp, Tristan Tzara und Francis Picabia, Köpfen des Dada.
Nach Kriegsende zog Goll in die französische Hauptstadt Paris. Hier heiratete er Claire Aischmann. Bei Freunden in Berlin lernte Ivan Goll die neun Jahre jüngere Lyrikerin Paula Ludwig kennen, mit der er eine leidenschaftliche Liebes- und Arbeitsbeziehung begann.

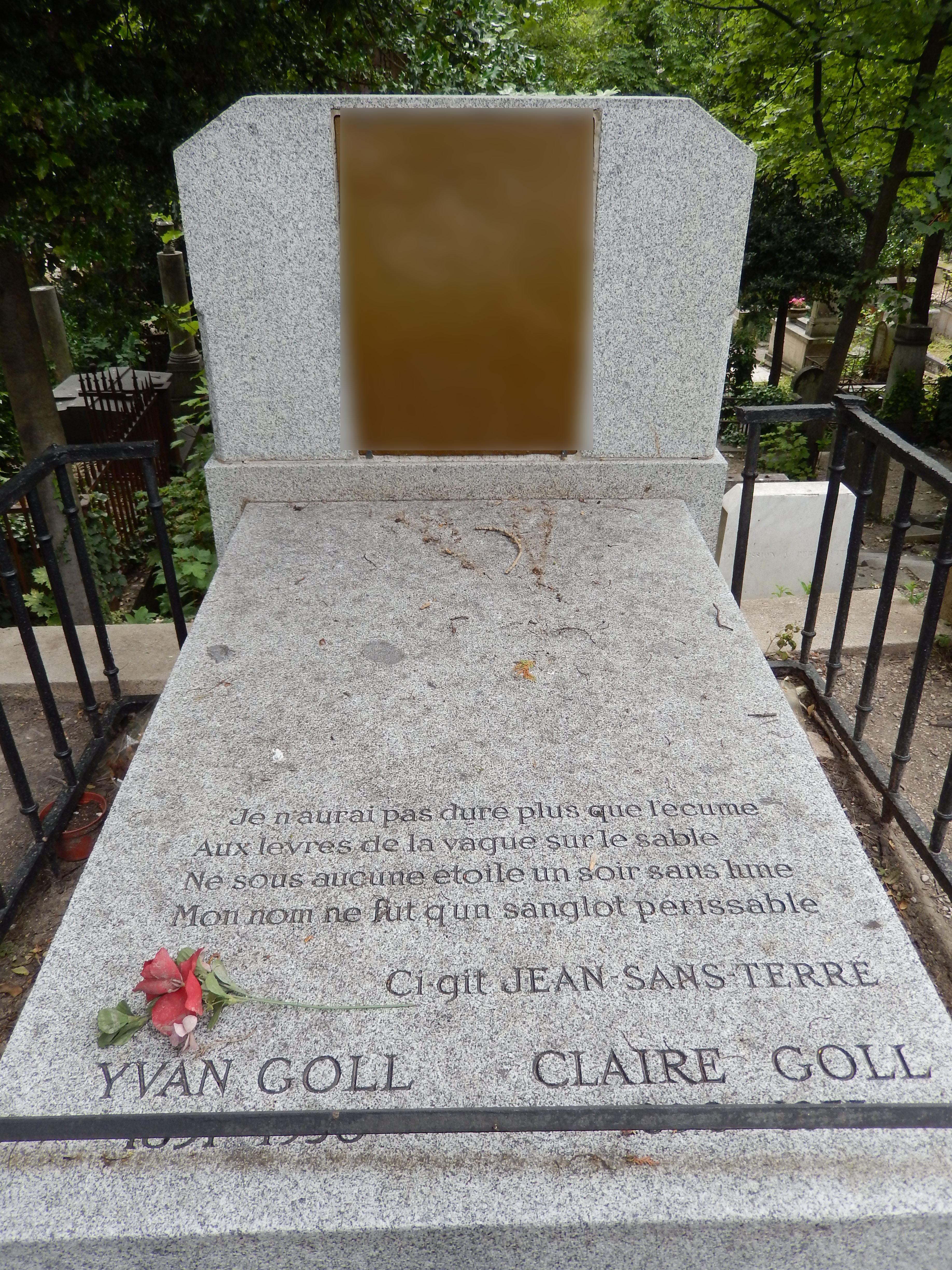
Grabstein von Ivan und Claire Goll

Mit seiner Frau floh Goll 1939 am Anfang des Zweiten Weltkriegs ins New Yorker Exil. Nach der Niederlage des Nationalsozialismus kehrten sie 1947 nach Frankreich zurück. Goll und Paul Celan begegneten sich im November 1949, und Celan übersetzte danach und nach Golls frühem Tod drei französischsprachige Sammlungen Golls.
Goll bewegte sich sein Leben lang zwischen mehreren Identitäten. Seine Zugehörigkeit erläuterte er selbst mit den Worten: „Durch Schicksal Jude, durch Zufall in Frankreich geboren, durch ein Stempelpapier als Deutscher bezeichnet.“
Ivan Goll starb 1950. Er wurde auf dem Pariser Friedhof Père-Lachaise beigesetzt. Der gemeinsame Grabstein mit seiner Frau trägt eine Zeichnung von Marc Chagall.
Gegen die Vorwürfe seiner Witwe, Paul Celans Gedichte seien Plagiate von Golls Lyrik, positionierten sich 1960 Ingeborg Bachmann, Marie Luise Kaschnitz und Klaus Demus in der Neuen Rundschau.

## Werk
Yvan Goll war zunächst stark vom deutschen Expressionismus beeinflusst. Nach 1919 wurde er zu einem der Wortführer des französischen Surrealismus.
In Paris entstanden in deutscher Sprache vier kurze, absurde so genannte „Überdramen“, die laut John Willett in der Tradition Apollinaires standen: Die Chaplinade, Die Unsterblichen, Der Ungestorbene und Methusalem oder Der ewige Bürger. Drei von ihnen wurden von Kiepenheuer verlegt; das vierte sollte 1922 in Königsberg inszeniert werden, doch der Plan zerschlug sich. Die Chapliniade – laut Untertitel eine „Kinodichtung“ – war eine Hommage an den gerade in Europa bekannt werdenden jungen Charlie Chaplin. Das 1919 entstandene und 1924 in Berlin uraufgeführte satirische Drama Methusalem oder Der ewige Bürger nahm viele Elemente des absurden Theaters vorweg.
1920 erschien in der Anthologie Menschheitsdämmerung die Vers- und die Prosafassung seiner Dichtung Panamakanal. Für die Insel-Bücherei (IB 215/2) übertrug Goll 1928 François Mauriacs Le Baiser au lépreux („Der Aussätzige und die Heilige. Roman“). Eines seiner Hauptwerke ist der Gedichtzyklus Johann Ohneland (Originaltitel Jean sans terre), der postum 1957 veröffentlicht wurde. Hierin sind auch autobiografische Elemente zu sehen, denn Goll thematisiert die Ortslosigkeit des modernen Menschen.
In Zusammenarbeit mit Kurt Weill entstanden in den Jahren 1925/1926 die Kantate Der neue Orpheus und die Oper Royal Palace. Die Uraufführung beider Werke 1927 in Berlin war wenig erfolgreich, und sie gerieten – nicht zuletzt wegen der nachfolgenden weitaus erfolgreicheren Arbeiten Weills mit Bertolt Brecht – weitgehend in Vergessenheit.
Trotz seiner Bedeutung für Expressionismus und Surrealismus und seines dreisprachigen Schreibens in englischer, französischer und deutscher Sprache blieben Golls Werke in Deutschland recht unbekannt.

## Nachlass
Ein Teil von Golls Nachlass liegt im Deutschen Literaturarchiv Marbach. Teile davon sind im Literaturmuseum der Moderne in Marbach in der Dauerausstellung zu sehen.

## Werke
- 1912: Lothringische Volkslieder.
- 1914: Der Panama-Kanal (u. d. Pseudonym Iwan Lassang). Alfred Richard Meyer Verlag, Berlin.
- 1917: Requiem. Für die Gefallenen von Europa. Rascher, Zürich/Leipzig.
- 1919: Die Unterwelt Gedichte. S. Fischer Verlag, Berlin.
- 1920: Die Unsterblichen. Zwei Possen. (Der Unsterbliche. Zwei Akte und Der Ungestorbene. Zwei Akte). Kiepenheuer Verlag, Potsdam.(archive.org).
- 1920: Die Chaplinade. Eine Kinodichtung. Rudolf Kaemmerer Verlag, Dresden.
- 1922: Methusalem oder Der ewige Bürger. Kiepenheuer Verlag, Potsdam.
- 1922: Melusine. Schauspiel (Uraufführung 1956 in Wiesbaden).
- 1925: Germaine Berton. Die rote Jungfrau. Die Schmiede, Berlin.
- 1925: Poèmes d'Amour (mit Claire Aischmann).
- 1926: Poèmes de Jalousie (mit Claire Aischmann).
- 1927: Poèmes de la Vie et de la Mort (mit Claire Aischmann).
- 1927: Royal Palace
- 1927: Die Eurokokke (französisch: Lucifer Vieillissant). Martin Wasservogel Verlag, Berlin.
- 1927: Le Microbe de l’Or.
- 1928: Der Mitropäer. Rhein Verlag, Basel.
- 1929: Agnus Dei.
- 1929: Sodome et Berlin.
- 1946: Fruit from Saturn.

postum
- 1951: Traumkraut. Gedichte aus dem Nachlass.
- 1952: Malaiische Liebeslieder.
- 1954: Zehntausend Morgenröten. Gedichte einer Liebe. (mit Claire Goll)
- 1954: Abendgesang (Neila). Letzte Gedichte.
- 1956: Pariser Georgika.
- 1956: Der Mythus vom Durchbrochenen Felsen. Eine Dichtung.
- 1960: Dichtungen. Lyrik, Prosa, Drama. Hrsg. von Claire Goll. Luchterhand, Darmstadt 1960.
- 1962: Ausgewählte Gedichte. Stuttgart, Reclam 1962 u. ö.
- 1968: Gedichte. Eine Auswahl. Hrsg. René A. Strasser. Magica, Meilen/Zürich [1968].
- 1996: Die Lyrik. Hrsg. Barbara Glauert-Hesse. 4 Bde. Wallstein, Göttingen.
- 2009: Gedichte. hochroth Verlag, Berlin.
- 2013: herausgegeben und mit einem Nachwort versehen von Barbara Glauert-Hesse: Claire Goll, Yvan Goll, Paula Ludwig. „Nur einmal noch werd ich dir untreu sein.“ Briefwechsel und Aufzeichnungen 1917–1966. Wallstein Verlag, Göttingen, ISBN 978-3-8353-1046-9.